# Osuwisko

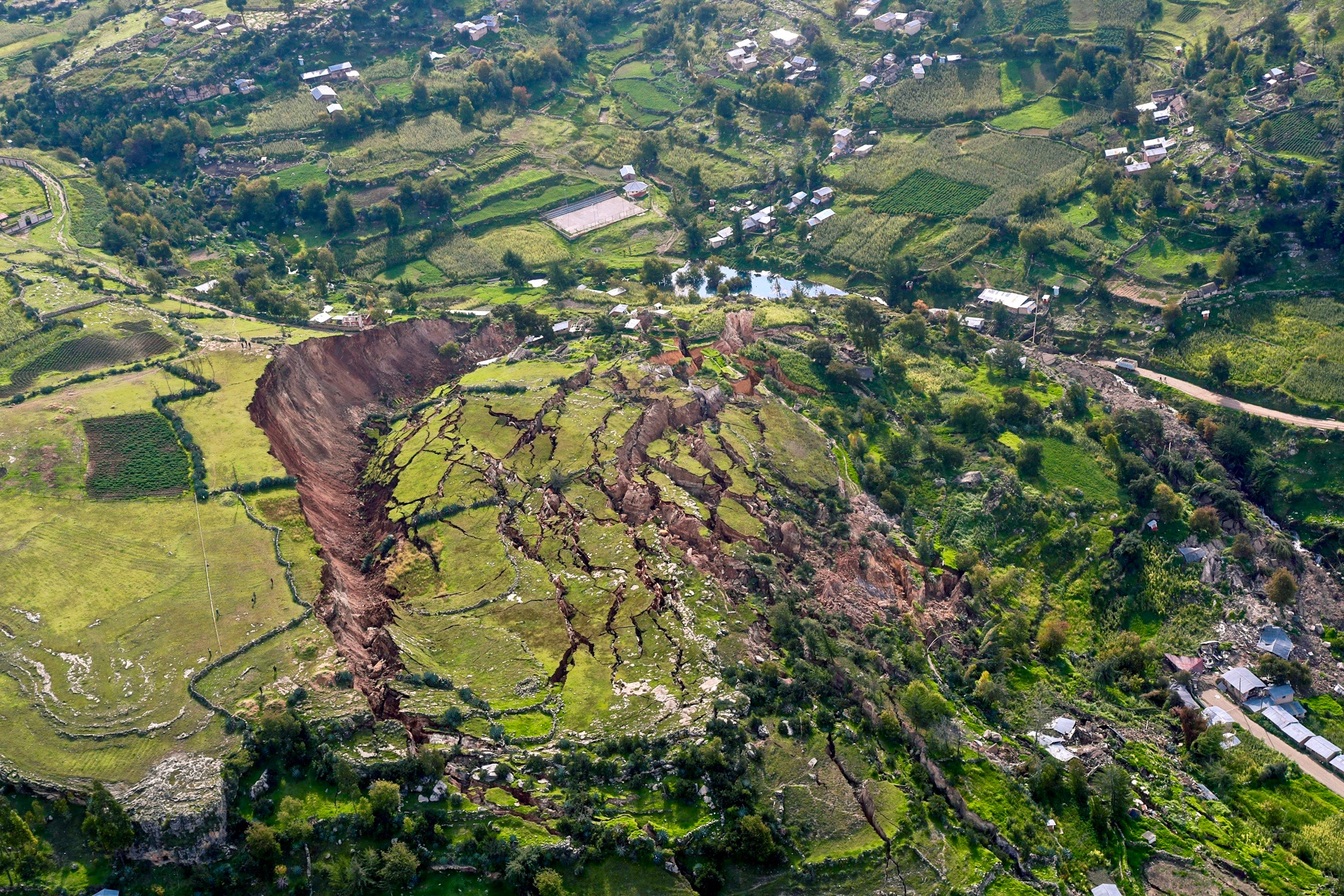
Osuwisko w rejonie Cuzco w Peru w 2018 r.

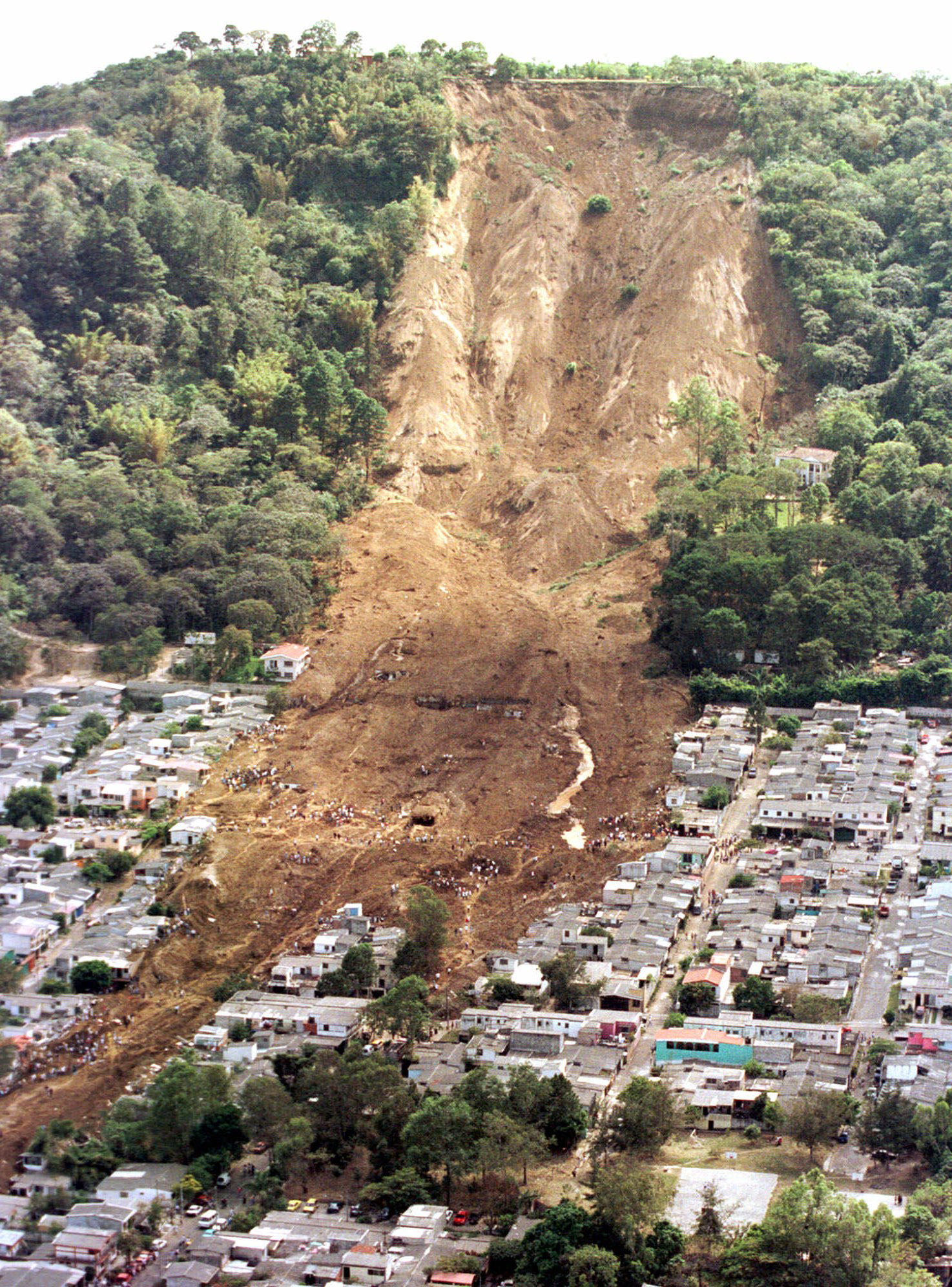
Osuwisko w 2001 r. w San Salvador

Osuwisko – nagłe przemieszczenie się mas ziemnych, powierzchniowej zwietrzeliny i mas skalnych podłoża spowodowane siłami przyrody lub działalnością człowieka (podkopanie stoku lub jego znaczne obciążenie). Jest to rodzaj ruchów masowych, polegający na przesuwaniu się materiału skalnego lub zwietrzelinowego wzdłuż powierzchni poślizgu (na której nastąpiło ścięcie), połączone z obrotem. Ruch taki zachodzi pod wpływem siły ciężkości. Osuwiska są szczególnie częste w obszarach o sprzyjającej im budowie geologicznej, gdzie warstwy skał przepuszczalnych i nieprzepuszczalnych występują naprzemiennie. Miejsca występowania osuwisk to naturalne stoki i zbocza dolin i zbiorników wodnych, obszary źródłowe rzek (gdzie erozja wsteczna zwiększa spadek terenu), skarpy wykopów i nasypów oraz wyrobisk.
Olbrzymie rozmiary mają osuwiska podmorskie, zarówno współczesne, jak i znane z osadów różnego wieku, zwłaszcza powstające na skłonie kontynentalnym.

## Przyczyny powstawania osuwisk
Do zjawisk wywołujących osuwisko należą:
- wzrost wilgotności gruntu spowodowany długotrwałymi opadami lub roztopami,
- podcięcie stoku przez erozję, np. w dolinie rzecznej lub w wyniku działalności człowieka, np. przy budowie drogi,
- nadmierne obciążenie stoku, np. przez zabudowę,
- wibracje związane np. z robotami ziemnymi, ruchem samochodowym, eksplozjami,
- trzęsienia ziemi.
- zachwianie mechanicznej równowagi mas skalnych na skutek odkrywkowej eksploatacji surowców

## Morfologia osuwisk
Główne elementy osuwiska:
- nisza osuwiskowa – półkoliste, nieckowate zagłębienie w miejscu, w którym osunęła się ziemia,
- skarpa osuwiska – skarpa główna, oddzielająca osuwisko od niezaburzonego stoku powyżej,
- skarpy wtórne – strome powierzchnie w obrębie osuwiska (koluwium),
- koluwium – przemieszczone masy,
- jęzor osuwiskowy – przemieszczona dolna część materiału,
- powierzchnia poślizgu – powierzchnia, po której przemieszcza się koluwium,
- taras osuwiskowy – pozioma (lub zbliżona do poziomu) powierzchnia powstała przez przemieszczenie się materiału,
- szczelina osuwiskowa – nieciągłość w materiale zbocza,
- czoło osuwiska – zewnętrzny kraniec jęzora osuwiskowego.

## Podział osuwisk

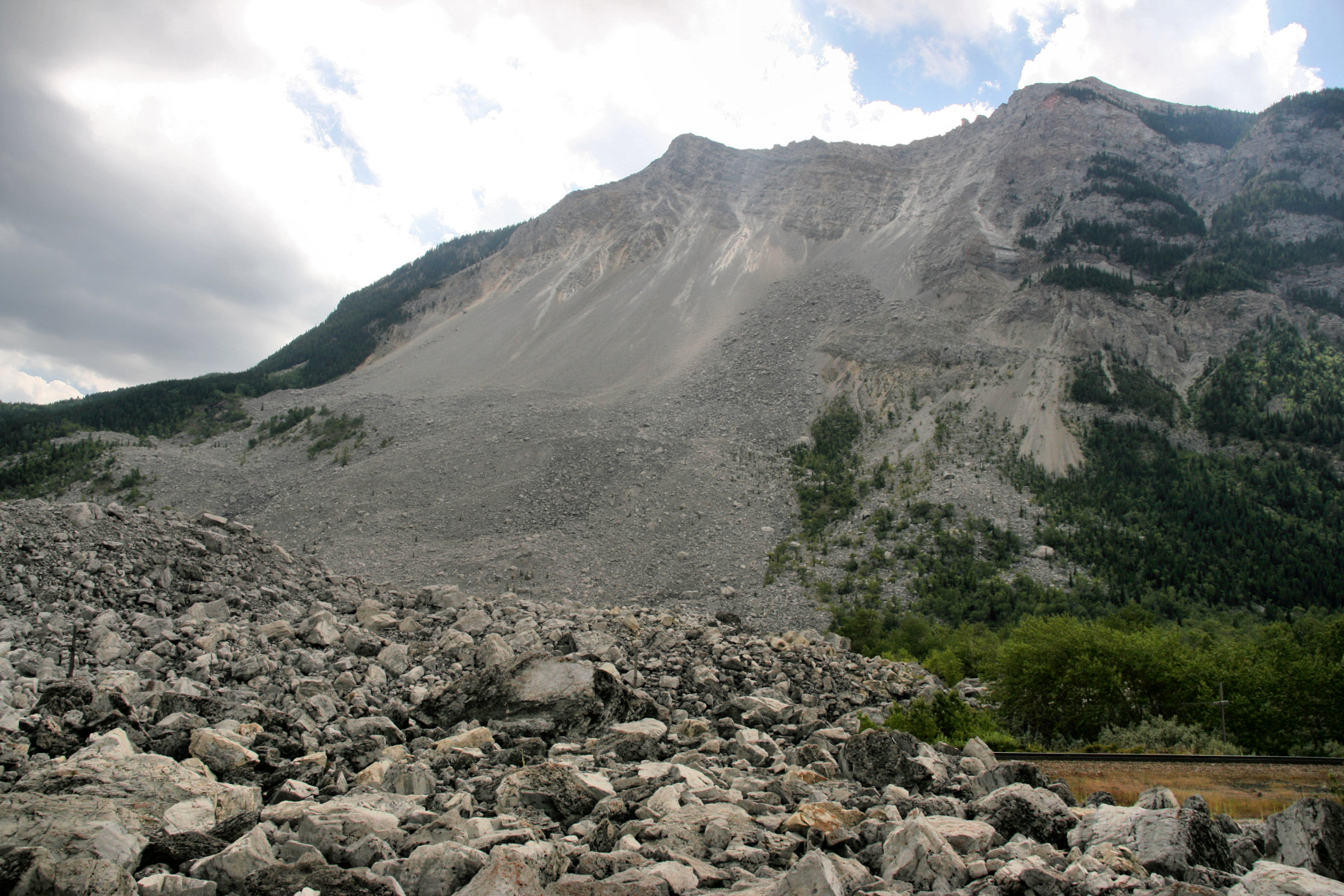
Osuwisko skalne w Górach Skalistych w Kanadzie. Miejsce katastrofy Frank Slide w 1903 roku.

### Ze względu na kształt powierzchni poślizgu
- rotacyjne – o cylindrycznej powierzchni poślizgu, masy koluwialne obracają się,
- ześlizgowe – o płaskiej powierzchni poślizgu (występującej najczęściej na kontakcie warstw), masy koluwialne przesuwają się.

### Ze względu na układ warstw podłoża
- asekwentne – tworzą się w jednorodnych, niewarstwowanych skałach (glinach, iłach),
- konsekwentne – powstają w wyniku ruchu mas skalnych po jakiejś powierzchni strukturalnej, wyróżnia się osuwiska:

1. konsekwentno-strukturalne: wzdłuż powierzchni uławicenia,
2. konsekwentno-zwietrzelinowe: wzdłuż powierzchni oddzielającej zwietrzelinę od podłoża skalnego,
3. konsekwentno-szczelinowe: wzdłuż powierzchni zgodnej z przebiegiem szczelin (np. ciosowych),

- insekwentne – tworzą się, gdy osunięcie nastąpi w poprzek powierzchni strukturalnych,
- obsekwentne – ruch poprzeczny do biegu warstw,
- subsekwentne – ruch wzdłuż czołowych powierzchni ławic,
- złożone.

### Ze względu na aktywność
- aktywne ciągle,
- aktywne okresowo,
- nieaktywne.

### Ze względu na czas występowania
- periodyczne – występują przy obfitych opadach,
- chroniczne – są w ciągłym ruchu dopóki nachylenie stoku nie stanie się minimalne.

### Ze względu na sposób rozwoju
- delapsywne – rozwój od dołu w górę stoku,
- detruzywne – rozwój od góry w dół stoku.

## Skutki
Osuwiska powodują rozmaite straty: degradację objętych nimi terenów i zniszczenie całej posadowionej na nich infrastruktury (budynki mieszkalne, sieć drogowa, kanalizacyjna, linie telekomunikacyjne, elektryczne, gazociągi, uprawy, lasy).

## Występowanie

### Na świecie
Największe rozpoznane osuwisko na Ziemi znajduje się w Iranie, a największym znanym osuwiskiem podmorskim jest Storegga na Morzu Norweskim.

### W Polsce

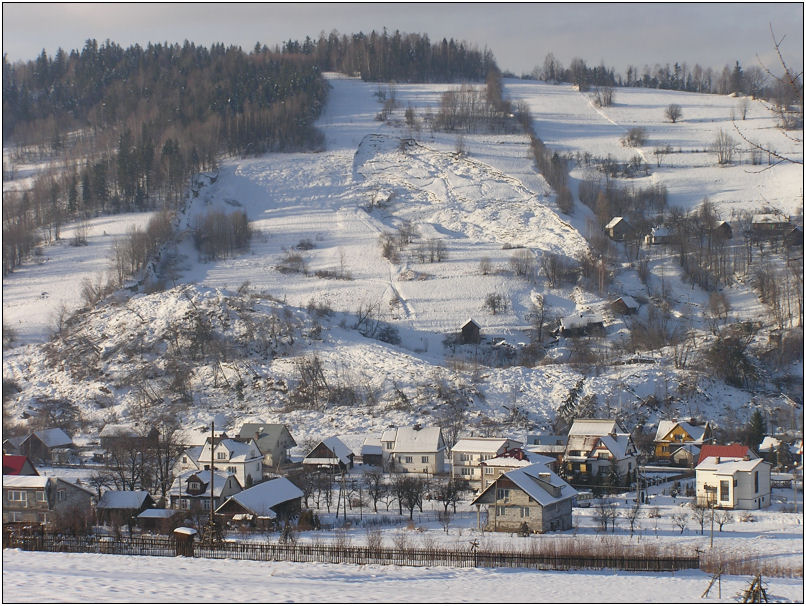
Osuwisko w Lachowicach

W Polsce osuwiska występują najczęściej w Beskidach, o wiele rzadziej w Sudetach czy na skarpie wiślanej.
W 2010 roku w Małopolsce wystąpiło ponad 1300 osuwisk, głównie – bo więcej niż 100 – w gminie Lanckorona (powiat wadowicki), powiecie limanowskim (gminie Laskowa, gminie Limanowa – głównie w Kłodnem ok. 30 (Tymbark) i powiecie nowosądeckim (ok. 200 – głównie w gminie Łososina Dolna (111) i gminie Gródek nad Dunajcem (65 domów)). Uszkodzonych i zagrożonych uszkodzeniem zostało ponad 1000 domów, a około 500 osób przesiedlono. Osuwiska uszkodziły również budynki i infrastrukturę w powiecie myślenickim (prawie 90 osuwisk), wielickim, nowosądeckim (ponad 50), nowotarskim, oświęcimskim, suskim (głównie w Zembrzycach), tarnowskim, bocheńskim, brzeskim, miechowskim oraz w Krakowie i Nowym Sączu. W Kurowie droga wojewódzka nr 975 całkowicie osunęła się do Jeziora Rożnowskiego. Z powodu ulewnych deszczów osunęło się również zbocze krakowskiego kopca Piłsudskiego. W czerwcu uaktywniły się następne osuwiska. W Kłodnem zniszczonych zostało 30 budynków, a kolejne są zagrożone, z wioski ewakuowano 434 osoby. Uaktywniły się osuwiska w miejscowości Łapszanka i Szczawnica w powiecie nowotarskim, a także w Mniszku nad Popradem oraz w gminie Tuchów, gdzie doszło przez to do wykolejenia pociągu osobowego. W Krzeczowie osuwisko na kilka godzin zatarasowało drogę krajową nr 7, podobnie w Tenczynie na tej drodze. Osuwiska nastąpiły również na wielu innych drogach, które zostały czasowo zamknięte (m.in. na drogach krajowych: w Radoczy, Czchowie, Wytrzyszczce, czy w Muszynce). Na Podkarpaciu zagrożonych nimi pozostaje ponad 240 budynków i kilkanaście mostów. Najbardziej zagrożone tereny to powiaty: jasielski, strzyżowski (145 budynków), dębicki (52 budynki), rzeszowski (23 budynki).
W 2001 roku osuwisko w Lachowicach zniszczyło 15 zabudowań mieszkalnych, osuwisko w Jachówce zagroziło osiedlu Straczkówka, osuwisko w Nowym Sączu zniszczyło kilka zabudowań mieszkalnych i gospodarczych itd.), a także na zboczach Wisły oraz na bałtyckich klifach.
Pierwsza próba zliczenia osuwisk, przeprowadzona w końcu lat 60. wykazała istnienie na stokach karpackich ponad 3000 osuwisk. Dalsze prace doprowadziły do rozpoznania w Karpatach ponad 65 000 osuwisk. Na obszarze 6% powierzchni kraju, jaką stanowią Karpaty, występuje ponad 95% wszystkich osuwisk w Polsce. Ocenia się również, że w Karpatach występuje średnio jedno osuwisko na 5 km drogi jezdnej i na 10 km linii kolejowej.